# Nominoë

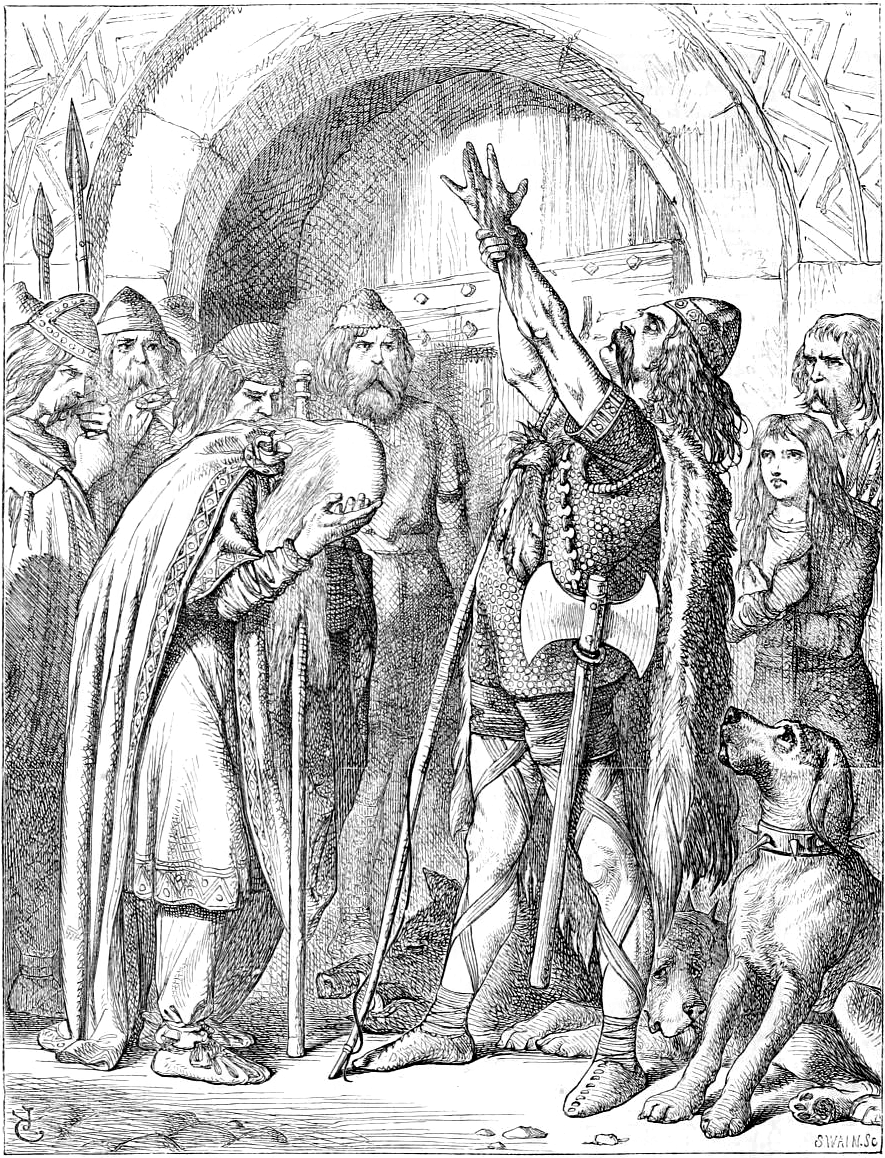
„Der Eid des Nominoë“
(Illustration aus dem Barzaz Breiz, einer Sammlung bretonischer Volkslieder aus dem 19. Jhdt.)

Nominoë oder bretonisch Nevenoe (* um 800; † 7. März 851 unweit von Vendôme), seit Juli 819 Graf von Vannes, wurde 826 auf der Reichsversammlung von Ingelheim von Ludwig I., genannt der Fromme, zum missus imperatoris (Kaiserbote) und 831 zum ducatus ipsius gentis (Fürst des eigenen Stammes) der Bretonen ernannt. Er wird häufig auch als erster König der Bretagne bezeichnet, erstmals schon von dem mittelalterlichen Chronisten Regino von Prüm.

## Fürst, König oder „Landesvater“?
Die Berechtigung des Königstitels ist wissenschaftlich strittig, zumal es eine dauerhafte, von den Volksstämmen bzw. ihren Anführern – Chardronnet nennt sie „Kriegskönige“; es handelte sich um vier keltisch-bretonische und drei gallo-fränkische Grafen – anerkannte Herrschaft bei den Bretonen zu dieser Zeit noch nicht gab. Vielmehr taten sich diese lediglich anlassbezogen zusammen, um „den Franken das Leben schwer zu machen“ (so bspw. 818 unter Morvan oder 826 unter Wihomarc’h).
In Friedenszeiten war die Herrschaft noch weit stärker dezentralisiert: mindestens 34 Familien, die sog. machtierns, wirkten als weltliche Gemeindevorsteher und Richter, entschieden über Abgaben und die Verteilung ungenutzten Bodens in den kirchlichen Sprengeln, den plou. Es waren somit eher diese angesehenen, einflussreichen, aber nur lokal herrschenden Familienoberhäupter, die – „ausgestattet mit vererbbarer Autorität und quasi-königlichen Vorrechten“ – den Volksglauben an ein Fortbestehen des Königtums in der Bretagne seit der Unterwerfung durch den Merowinger Chlodwig repräsentierten. Laut Monnier und Cassard existierte speziell bei den Bretonen die subjektive Sichtweise, wonach „die Bretagne sich in der Entwicklung zu einem Königreich befand“.
Zu Lebzeiten Ludwigs des Frommen spielte Nominoë eine ausgleichende Rolle zwischen den bretonischen Anführern und der westfränkischen Suzeränität.
In den Matrikeln der Abtei von Saint-Sauveur in Redon wird Nominoë nacheinander als Herzog (ducatus, französisch duc) der Bretonen, Herzog in der Bretagne, Herzog der gesamten Bretagne, als Fürst (princeps, frz.: prince) der Bretagne bzw. der gesamten Bretagne sowie als Meister (magister, frz.: maître) der Bretagne bezeichnet. Darin findet sich auch die früheste schriftliche Quelle, die Nominoës Grafentitel erwähnt, nachdem er der Abtei im Februar 833 eine Schenkung vermacht hatte. Étienne Gasche nennt als weiteren Titel Fürst der Cornouaille. Bretonischen Nationalisten gilt Nominoë bis in die Gegenwart als Tad ar Vro, d. h. „Vater des Landes“; diesen Beinamen gab ihm bereits Arthur de La Borderie in seiner Histoire de Bretagne (1896 ff.).

## Herkunft und Herrschaft

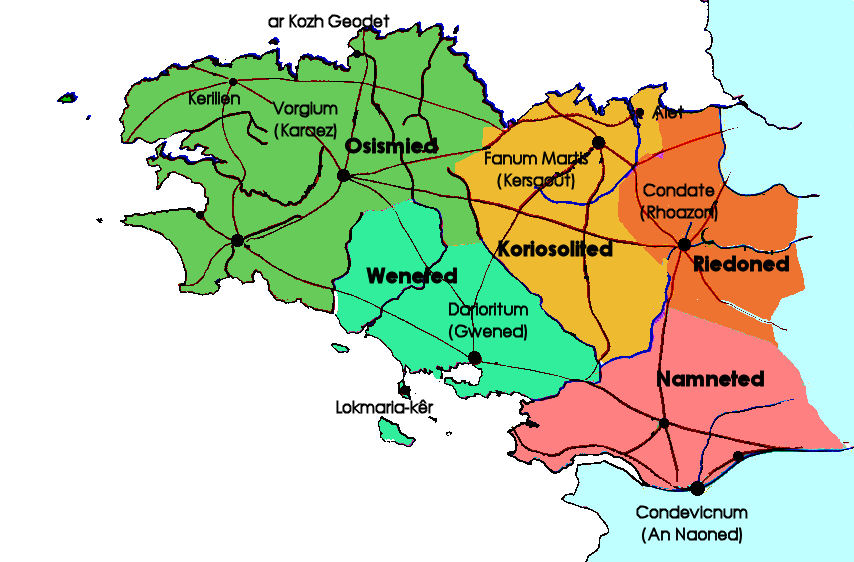
Siedlungsgebiete der frühmittelalterlichen bretonischen Völker
Osismi
Veneter
Curiosolites
Redones
Namneten

Wie sein Geburtsjahr liegt auch seine Herkunft im Dunklen. Vermutungen, seine Familie wäre venetischen Ursprungs, stützen sich im Wesentlichen auf die räumliche Nähe seines Grafensitzes in der Nähe von Vannes zu deren Siedlungsgebiet in der südlichen Bretagne; die u. a. bei Chardronnet zitierte Abstammung aus der nordbretonischen Gegend um Dinan im Gebiet der Curiosolites wird aus der Tatsache hergeleitet, dass er das Mönchskloster von Léhon mit einer Schenkung bedacht hatte (im Jahr 833). Neuere Forschungen halten eine Herkunft aus dem Poher (Umgebung von Carhaix (damals Vorgium)) für wahrscheinlicher. Regino von Prüm schrieb von einem Schatzfund, der Nominoës bäuerliche Vorfahren zu Wohlstand gebracht habe; diese These wurde später auch von den Plantagenêt verbreitet. Verheiratet war er spätestens seit 836 mit Arganthael/Argentaela.

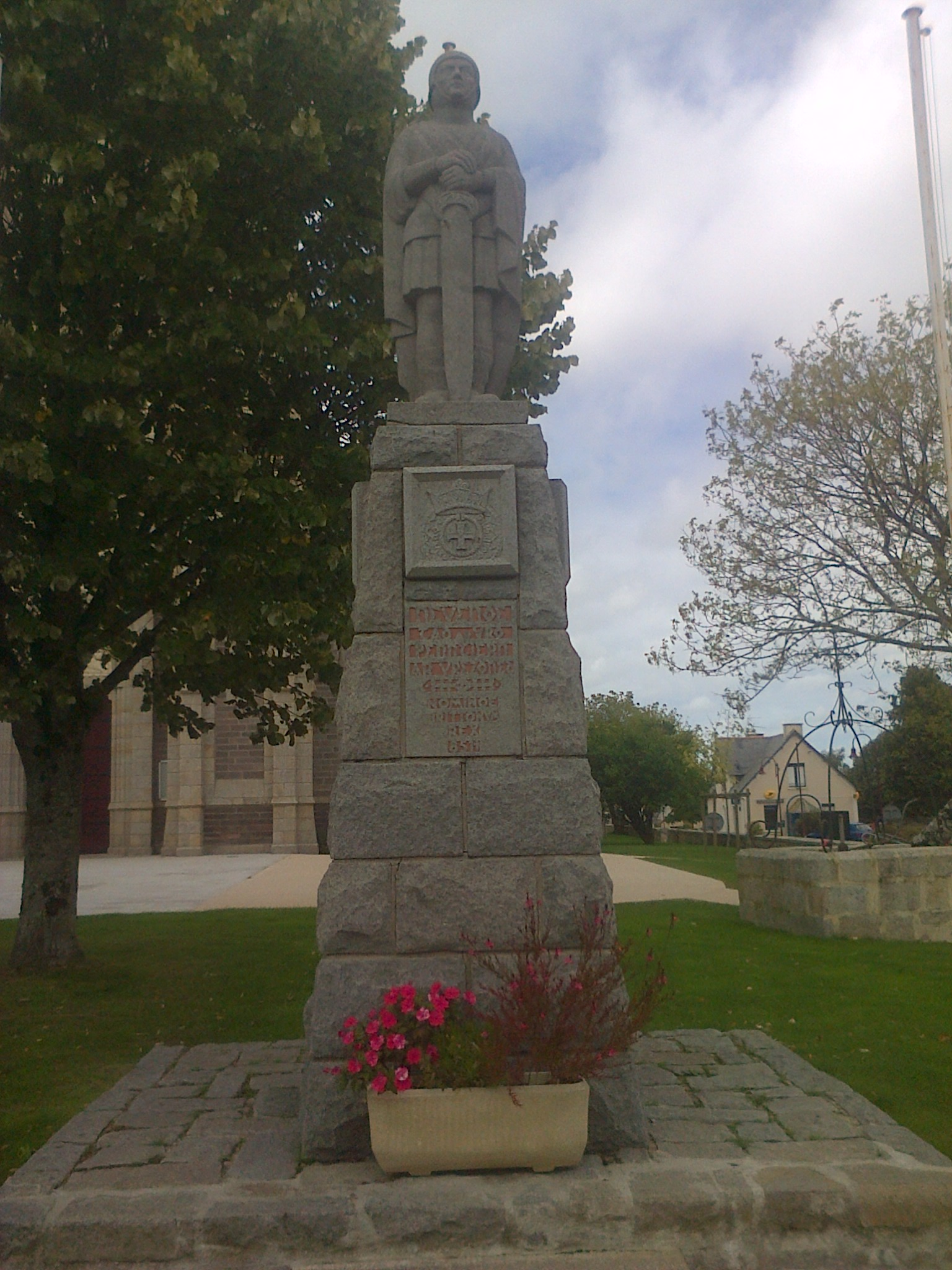
Nominoë-Denkmal in Bains-sur-Oust

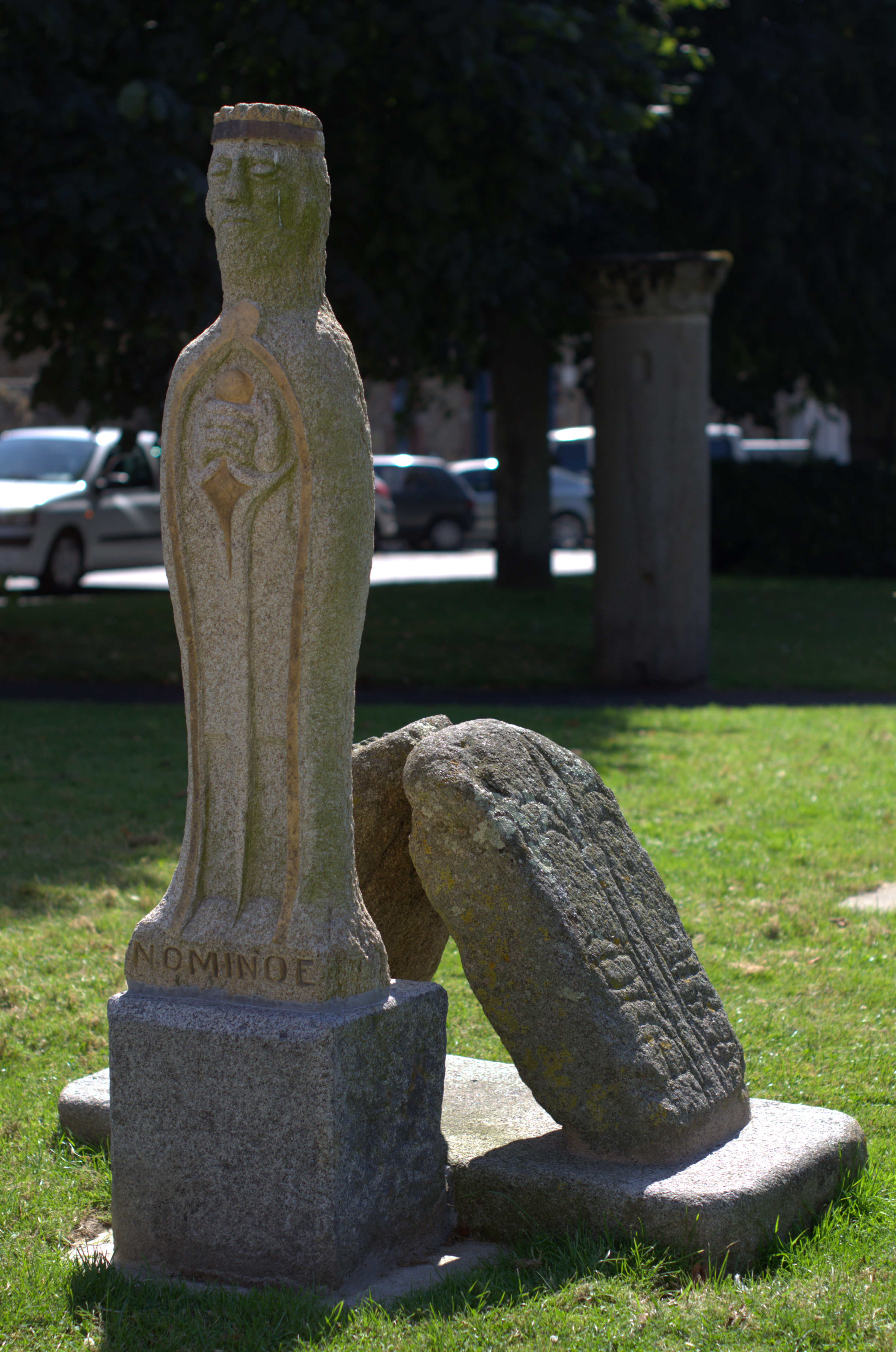
Nominoë-Denkmal in Dol-de-Bretagne

Nach dem Tode Ludwigs (840) unterstützte Nominoë in den Erbfolgeauseinandersetzungen zunächst Karl II., bevor er seine eigene hoheitliche Stellung beanspruchte, die Karl „der Kahle“ nach der Schlacht von Ballon (22. November 845) anerkennen musste. Seit Anfang der 840er-Jahre residierte er in Messac nahe Redon. Er wurde spätestens 848 in Dol gekrönt, wie auf der historisierenden Zeichnung oben rechts dargestellt ist. Im Jahr 850 eroberte er Nantes, unterstützt von Lambert II., der seinen Anspruch auf den dortigen Grafentitel durchsetzen wollte. Nach Einnahme der Stadt und Schleifung ihrer Mauern unternahm Nominoë in der Folge Überfälle auf das normannische Bessin und das Anjou. Gleichzeitig betrieb er eine von den Franken übernommene Siedlungspolitik: Nominoë tauschte die von den Karolingern eingesetzten Bischöfe gegen bretonische Geistliche aus. Das religiöse Zentrum bildete nun Dol-de-Bretagne. Er verlieh bretonischen Bauern und Mönchen erobertes Land und weitete so sein Einflussgebiet nach Osten, in die Grafschaft Rennes (Teil der Bretonischen Mark), aus. Dazu gehörte auch die Gründung des Klosters Redon unter Abt Conwoïon. Die Verheiratung seiner Enkelin mit Gurvand, dem späteren Grafen von Rennes, stärkte ebenfalls seine Stellung.
Nominoë, im Kampf unbesiegt, starb 851, laut Chardronnet an einem Schlaganfall oder durch Gift. Nachfolger als Herrscher der Bretagne wurde sein Sohn Erispoë, der im selben Jahr Karl den Kahlen in der Schlacht von Jengland-Beslé besiegte.

## Posthume Würdigung
1954 wurde zu Ehren Nominoës eine von Rafig Tullou geschaffene Statue in Baen-Ballon (französisch: Bains-sur-Oust, Département Ille-et-Vilaine), nahe dem Schlachtfeld von Ballon, errichtet. Eine weitere steht seit dem frühen 21. Jahrhundert neben der Kathedrale Saint-Samson in Dol-de-Bretagne.